# Aliye Parusa
Pour les articles homonymes, voir Les Voiles écarlates (homonymie).
Aliye Parusa (Алые Паруса) est un ensemble de sept gratte-ciel de logements construit à Moscou de 2001 à 2009.
L'ensemble comprend (selon Emporis) :
- L'Aliye Parusa 1, korpus 1, haut de 122 mètres, comprenant 31 étages, construit de 2000 à 2001
- L'Aliye Parusa 1, korpus 2, haut de 103 mètres, comprenant 28 étages, construit de 2000 à 2001
- L'Aliye Parusa 1, korpus 3, haut de 122 mètres, comprenant 31 étages, construit de 2000 à 2001
- L'Aliye Parusa 2, haut de 176 mètres, comprenant 48 étages, construit de 2001 à 2003.

Ce bâtiment dispose d'un penthouse à trois étages.
- L'Aliye Parusa 4, haut de 118 mètres, comprenant 32 étages, achevé en 2009
- L'Aliye Parusa 5 [2], haut de 118 mètres, comprenant 32 étages, achevé en 2008
- L'Aliye Parusa 6 [3], haut de 114 mètres, comprenant 33 étages, achevé en 2017

Le nom "Aliye parusa" correspond au titre d'un livre célèbre  d'Alexandre Beliaïev, un auteur russe de science-fiction.
L'architecte est l'agence TROMOS basée à Moscou